# Carrie Prejean
Carrie Prejean (nacida 13 de mayo de 1987 en San Diego, California) es una modelo californiana, ganadora del Miss California USA. Carrie representó al estado de California en el Miss USA 2009 que se celebró en el Planet Hollywood Resort and Casino en Las Vegas, Nevada el 19 de abril de 2009, quedando como primera finalista a Kristen Dalton de Carolina del Norte.

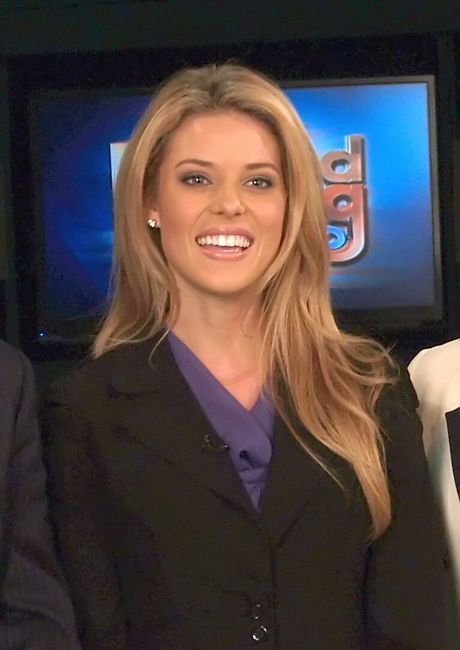
Carrie Prejean (2009)

## Biografía
Nacida en San Diego, California realizó estudios el San Diego Christian College. Carrie es una modelo que apareció en Bliss Magazine como modelo del mes en la sección "Super Taste". Carrie también ha aparecido en portadas de revistas como PJ Salvage Fall Catalog 2008. La cara de "Double Happiness Jewelry". Carrie ha modelado Carrie para las famosas tiendas por departamento Target, Saks Fifth Avenue, Bloomingdales, Nordstrom, al igual que en numerosos fashion shows. En 2008 Carrie participó para modelo en Deal or No Deal quedando como finalista para convertirse en una bombolet. Carrie modeló para E! Entertainment en los Academy Awards.

## Miss California USA
Antes de ganar Miss California USA, Carrie había sido coronada como Miss Greater San Diego 2007.
Carrie fue coronada como Miss California USA 2009 en el Palm Springs Rivera el 23 de noviembre de 2008, sin embargo, el 10 de junio de 2009, Carrie fue destronada como Miss California USA. Alegó Keith Lewis, el director ejecutivo del certamen, que "la decisión se basó únicamente en violaciones de contrato, que incluían la falta de voluntad de Prejean para representar a la organización de Miss California USA."

## Controversia
Durante la fase definitiva del concurso en la que se realiza una pregunta a cada finalista, los jueces concedieron formular la pregunta de Carrie Prejean a un invitado, el bloggero Perez Hilton. Hilton le preguntó: "Vermont recientemente legalizó el matrimonio entre personas del mismo sexo. ¿Tú crees que los demás estados deben de seguir esta norma, por qué o por qué no?".
La respuesta de Prejean fue, "Bien, es un privilegio que nosotros los estadounidenses tengamos la libertad de escoger el matrimonio entre dos personas del mismo sexo o el matrimonio opuesto. Ustedes saben que, creo que en mi país, en mi familia, creo que mi opinión es que el matrimonio debe ser entre un hombre y una mujer. No intento con esto ofender a nadie, pero esa es la forma en la que fui criada".
Después que terminara el certamen, Perez Hilton, visiblemente enojado, hizo los siguientes comentarios "Dio la peor respuesta de la historia en un concurso de belleza. Perdió porque es una 'puta' tonta"... Esto a través de un vídeo en internet en el que afirmó que si hubiese ganado él mismo le habría arrancado la corona de la cabeza. Los codirectores del Miss California USA expresaron su descontento y rechazo a dicha respuesta.